# Inicjacja chrześcijańska
Inicjacja chrześcijańska to wtajemniczenie ochrzczonych dzieci przez katechezę, które kończy się bierzmowaniem i Eucharystią.
W polskim Kościele katolickim przygotowanie do Pierwszej Komunii i do bierzmowania ma miejsce w przeważającym stopniu w parafii, jednak równie ważna jest wiara i chrześcijańskiej dojrzałości rodziców.
"Dom rodzinny jest więc pierwszą szkołą życia chrześcijańskiego i "szkołą bogatszego człowieczeństwa". W nim dziecko uczy się wytrwałości i radości pracy, miłości braterskiej, wielkodusznego przebaczania, nawet wielokrotnego, a zwłaszcza oddawania czci Bogu przez modlitwę i ofiarę ze swego życia."